# Anthony Laignes
Anthony Laignes (ur. 14 sierpnia 1989) – francuski judoka. Startował w Pucharze Świata w latach 2010, 2011 i 2016. Brązowy medalista w drużynie na mistrzostwach Europy w 2009. Wygrał igrzyska frankofońskie w 2013. Trzeci na ME U-23 w 2010. Mistrz Francji w 2010 roku.